# Eduardo Barrón González
Eduardo Barrón González (Moraleja del Vino, província de Zamora, 2 d'abril de 1858 - Madrid, 23 de novembre de 1911) va ser un escultor espanyol. La seva obra més coneguda és l'estàtua de Viriat, instal·lada a la plaça homònima de la ciutat de Zamora. Molts detalls de la seva vida es coneixen per la biografia escrita pel seu fill, Eduardo Barrón Casanova.

## Biografia
L'escultor va néixer a una família humil. El seu pare era un sabater apedaçador que desitjava que els seus fills continuessin amb el seu ofici, oposant-se per això als afanys artístics d'Eduardo, a causa dels quals li «renyava i castigava». El seu pare va morir quan l'escultor tenia catorze anys. Al maig de 1875, a l'edat de disset, el banquer Anastasio de la Cuesta Santiago, natural també de Moraleja del Vino, i coneixedor del talent que Barrón manifestava per a l'art, li va atorgar un ajut de tres rals diaris perquè acudís a Zamora a formar-se en l'únic taller que existia, el de l'imatger Ramón Álvarez Moretón, on va romandre dos anys, temps en què també va cursar estudis de dibuix lineal i de figura a l'Institut Provincial d'Ensenyament Secondari (actual Institut Claudio Moyano) i a la Societat Econòmica d'Amics del País.
El 1877 es va traslladar a Madrid, becat per la Diputació Provincial de Zamora després de guanyar el corresponent concurs. Va estudiar a l'Escola de Pintura, Escultura i Gravat de Madrid, on va conèixer Elías Martín i Francisco Bellver i Collazos, als tallers del qual va treballar per complementar els seus ingressos i poder així ajudar econòmicament la seva família. Barrón passa després a Roma a la fi de 1881, estudiant amb Vicente Palmaroli i amb Francisco Pradilla. Allà va realitzar l'estàtua de Viriat que li va reportar gran fama: un nu clàssic situat en la Plaça de Viriat de Zamora pel que va obtenir una medalla de plata de primera classe a l' Exposició Nacional de Belles Arts de 1884. Al seu retorn a Espanya es va instal·lar a Madrid, primer en un estudi de la Plaça de l'Emperador Carles V per a després fixar la seva residència i el seu taller al carrer de Ferraz. El 1898 va contreure matrimoni amb Maria Casanova, amb qui va tenir dos fills: Maria Concepción i Eduardo Vicente.
El 1892 va obtenir el càrrec d'habilitat -conservador- de la Secció d'Escultura del Museu Nacional de Pintura i Escultura, l'actual Museu del Prado. Tres anys més tard, el 1895, va ampliar la seva feina a la de conservador-restaurador. Va restaurar diverses obres, especialment en marbre i en ivori, i a més a més va redactar el 1907 el primer catàleg de la col·lecció d'escultura del Museu: Museo Nacional de Pintura y Escultura. Catálogo de la Escultura. L'any 1910 va ser nomenat acadèmic electe de la Reial Acadèmia de Belles Arts de Sant Ferran i també va ser membre de la Reial Acadèmia HispanoAmericana de Ciències i Arts de Cadis.
El 23 de novembre de 1911 va caure fulminat, víctima d'un accident vascular cerebral, quan anava pel carrer en direcció al Museu del Prado després de sortir de la Reial Acadèmia de Belles Arts, morint al'acte, als 53 anys.

## Obra

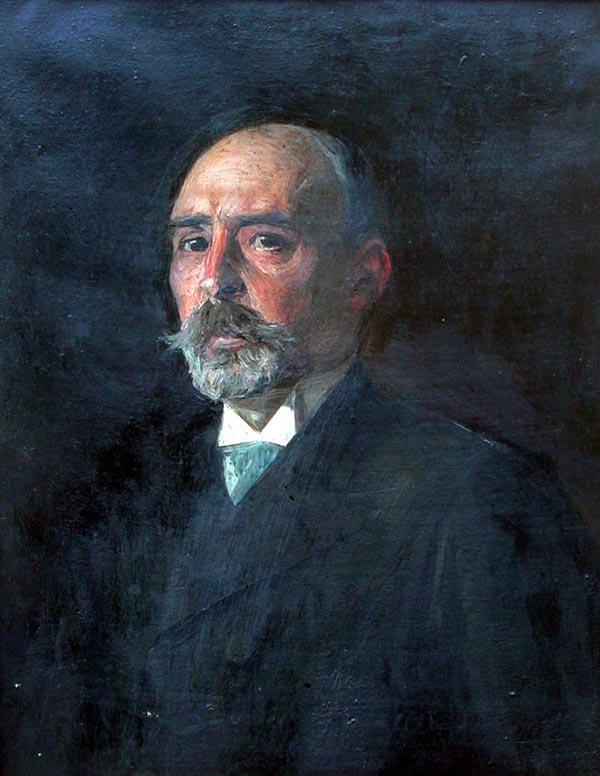
Retrat d' Eduardo Barrón inacabat obra de José Villegas, Museu de Zamora.

D'obra eclèctica, Barrón va donar als seus personatges un aire noble i majestuós, molt influït per l'escultura clàssica. D'altra banda, és l'únic artista de Zamora l'obra del qual ha estat exposada al Museu del Prado.
Una part considerable de la seva producció es conserva en el Museu de Zamora, gràcies a la donació efectuada pel seu fill el 1963, integrada per models en escaiola d'algunes de les seves principals obres, i a la realitzada per la seva nora i els seus nets el 2004. En resum van ingressar en el Museu onze escultures a més a més de sis pintures, entre elles dos autoretrats i un retrat inacabat que li va fer el pintor José Villegas Cordero.
Alguns dels principals treballs de Barrón són els següents
- Monument a Viriat, Zamora, 1883. Medalla de plata de primera classe al'Exposició Nacional de Belles Arts de 1884. Existeixen dues reduccions en bronze, una al Museu de Zamora i una altra en el Museu del Romanticisme de Madrid.
- Adán después del pecado, Museu de la Reial Acadèmia de Belles Arts de Sant Ferran, Madrid, 1885.
- Santa Eulalia ante Daciano, Real Basílica de San Francisco el Grande, Madrid, 1885.
- Roncesvalles, 1887 - 1888 (destruïda).
- San José con el Niño Dios, Cappella di San Giuseppe o Spagnola del Santuario de Loreto, Itàlia, 1888 - 1889.
- Monument a Hernán Cortés, Medellín (Badajoz), 1890.
- Monumento a Colón Salamanca, 1893. Rèplica reduïda amb variants realitzada en escaiola amb pàtina bronzina al Museu de Salamanca.
- Relleu de la Mineria i la Indústria, Escola Tècnica Superior d'Enginyers de Mines de Madrid, 1895.
- Tentación o Las tentaciones de un santo, esbós, Museu de Zamora, cap a 1897.
- Monument a Arias Gonzalo, Zamora, 1902. Projecte no realitzat per al que va fer almenys dos esbossos.
- Neró i Sèneca o La educación de Séneca, Museu del Prado (en dipòsit en el Museu de Zamora), 1904. Medalla d'or a l'Exposició Nacional de Belles Arts d'aquest any. Versió en bronze moderna (2010) a Còrdova. Dues reduccions en escaiola, una al Museu de Zamora i l'altra a la Fundació Antonio Maura, i dos en bronze, al Museu del Romanticisme i a la foneria Codina Germans.
- Monument a Emilio Castelar, Cadis, 1905.
- Mural escultòric dedicat als metges militars morts per fet d'armes («El Ángel»), Hospital Central de la Defensa Gómez Ulla, Madrid, 1910. Última obra de l'artista. Esbós en guix en el Museu de Zamora.

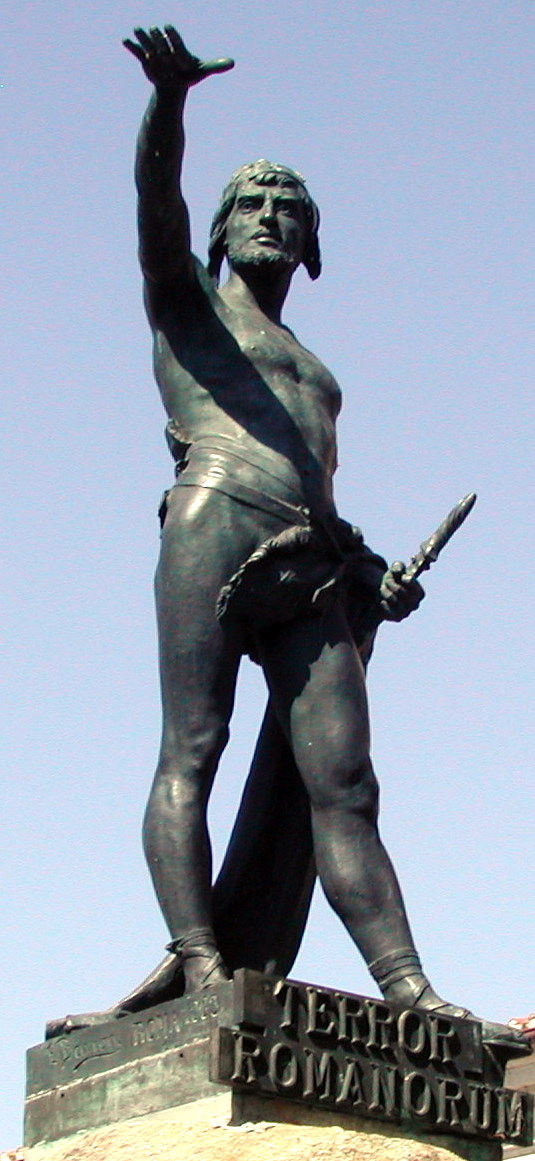
Monument de Viriat (Zamora) a la plaça homònima de Zamora.
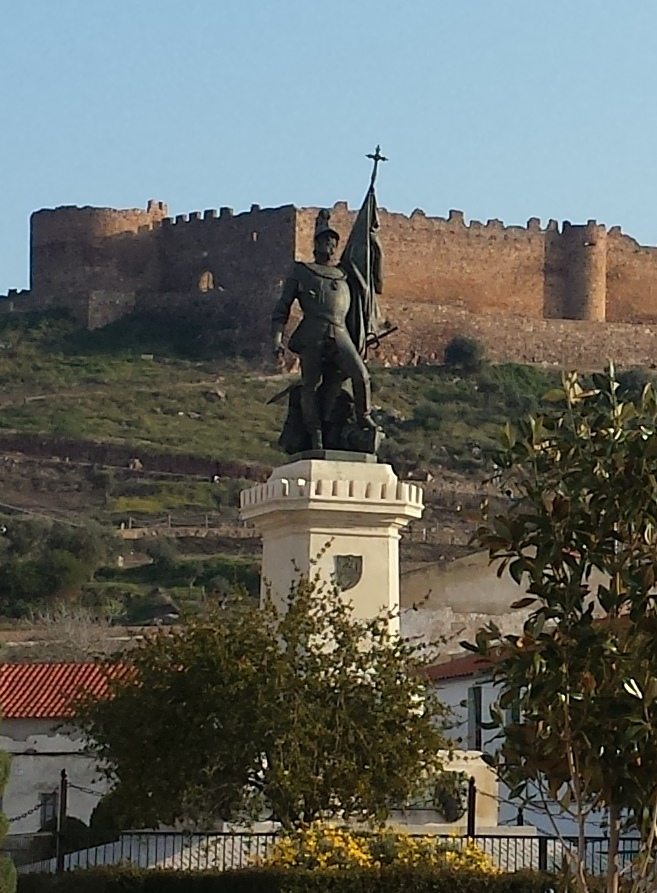
Monument a Hernán Cortés, Medellín (Província de Badajoz).
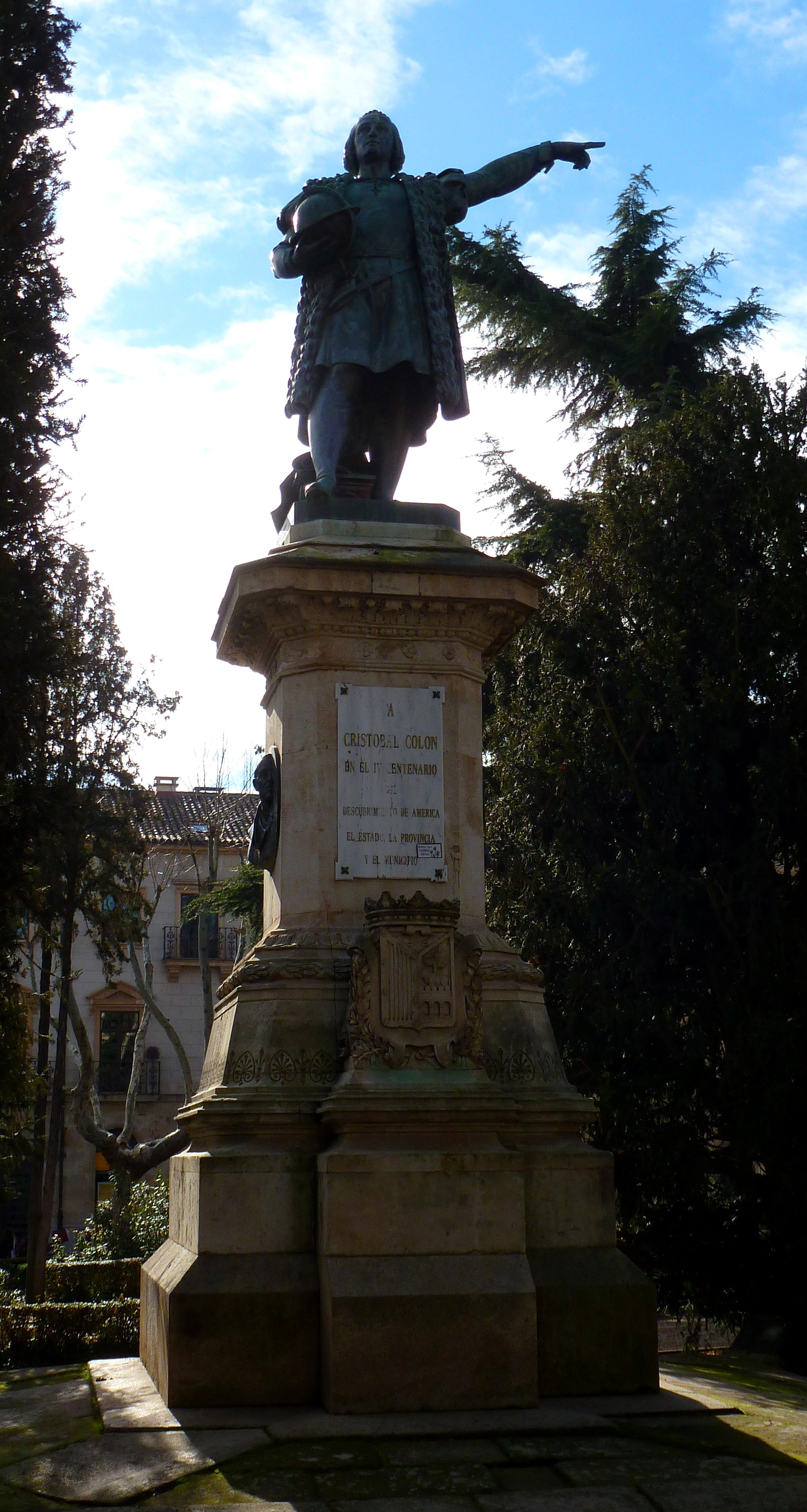
Monument a Colom, Salamanca.
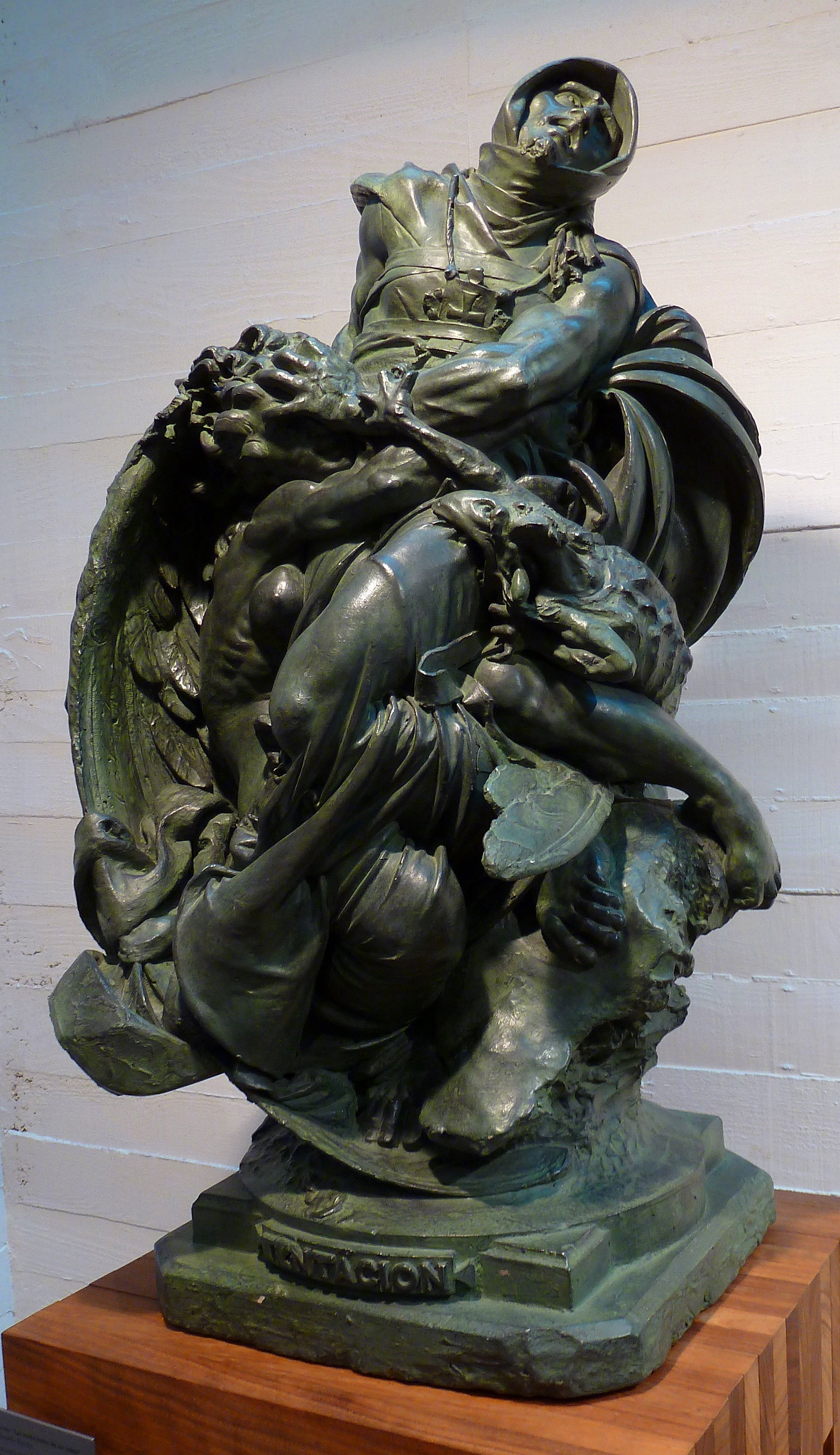
Tentación Museu de Zamora.
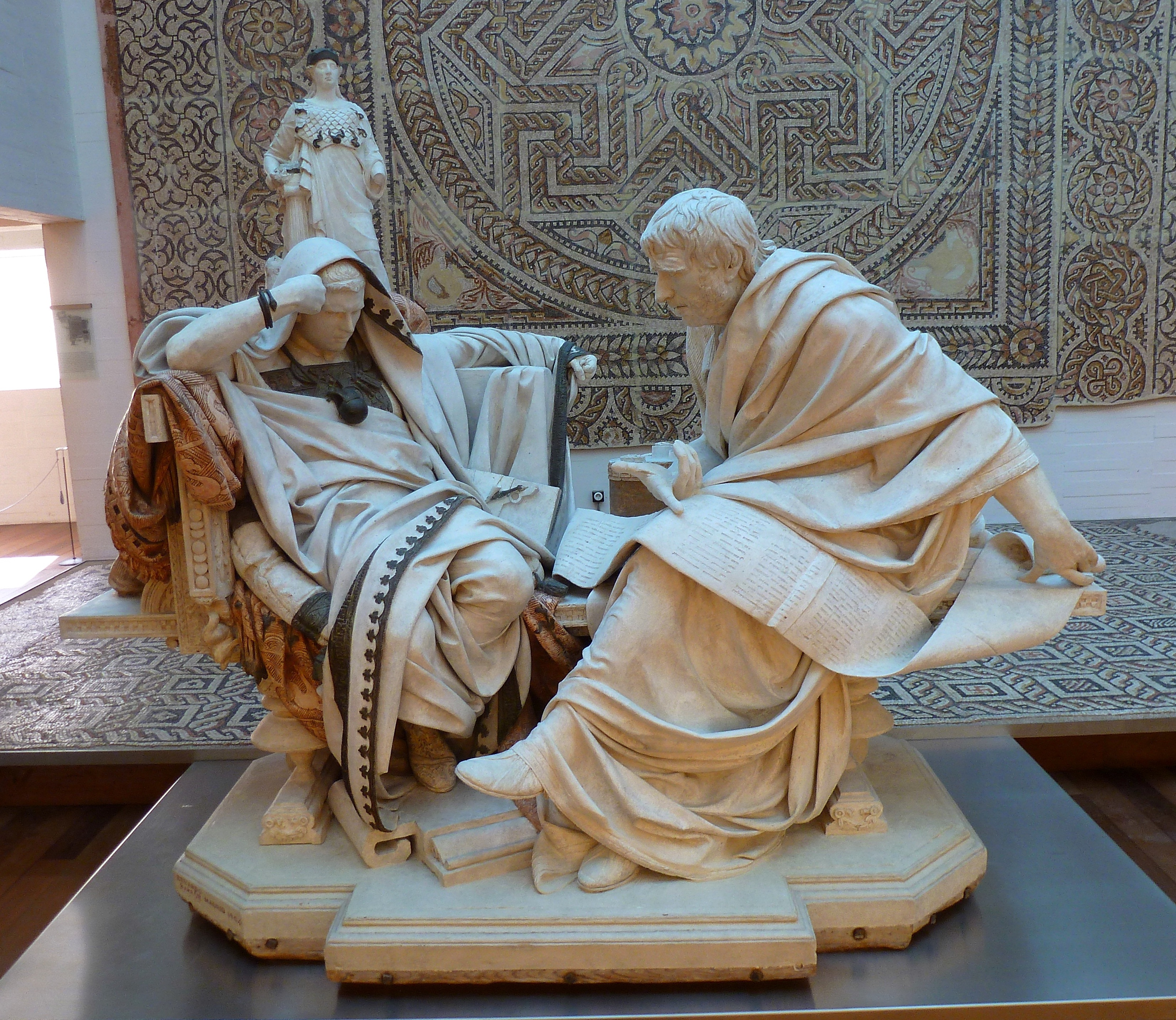
Neró i Sèneca, Museu del Prado (depositada al Museo de Zamora).
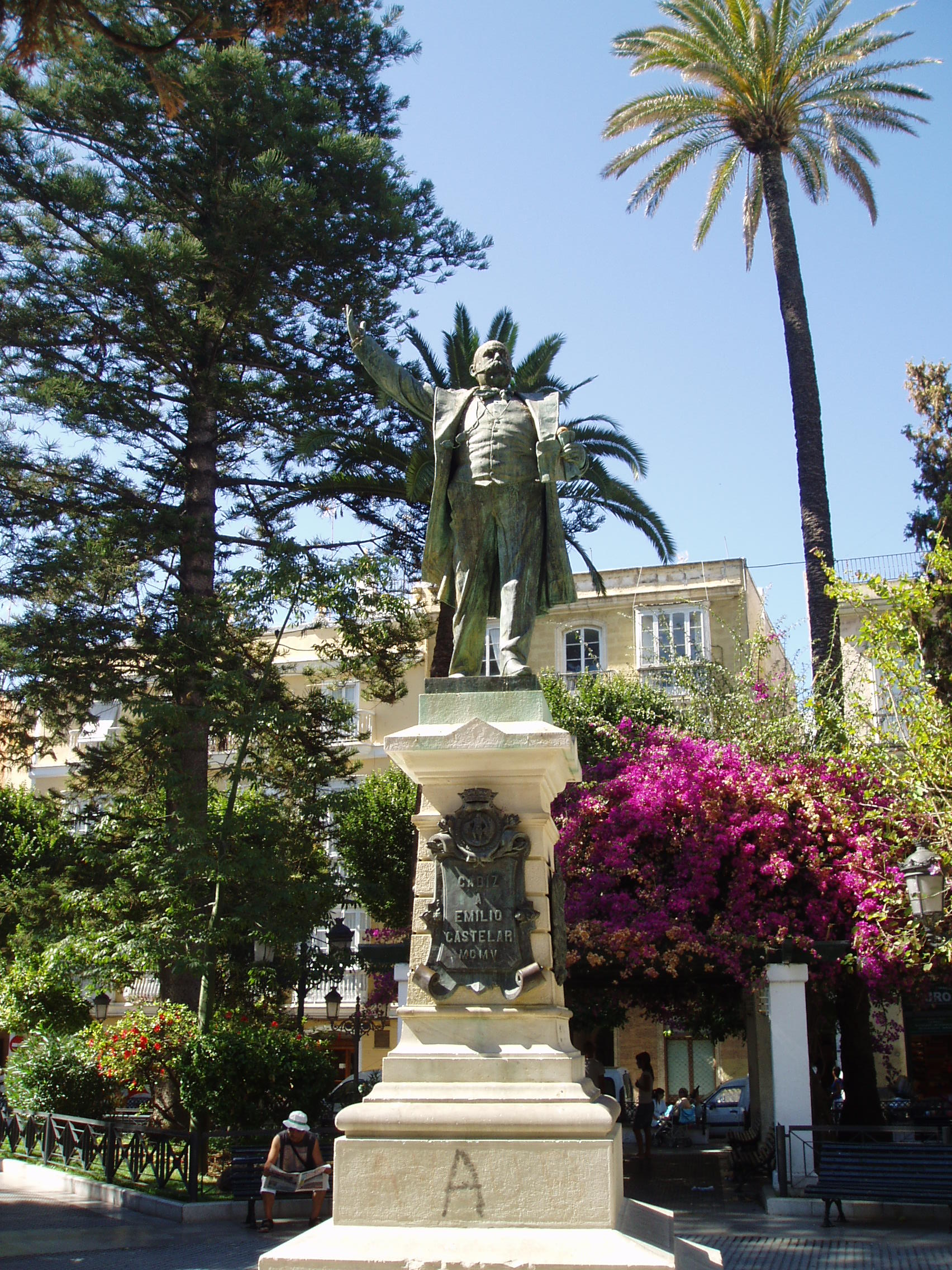
Monument a Emilio Castelar, Cadis.